# Британська міжнародна школа в Україні
Британська міжнародна школа в Україні (англ. The British International School in the Ukraine (BISU)) — одна із 262 розташованих за межами Великої Британії британських міжнародних шкіл, які є членами «Ради британських міжнародних шкіл» (англ. The Council of British International Schools (COBIS)). Школа працює під егідою освітньої організації «Адванст Бритіш Едьюкейшенл Груп».

## Історія навчального закладу
У 1997 році в Україні, у місті Києві відкрилася перша школа, яка запропонувала британський стиль освіти в Україні. Кампус розташувався на Нивках на вул. Василя Данилевича (колишня вул. Толбухіна), 45. Другий кампус на Нивках для учнів початкових класів відкрився на вул. Данила Щербаківського (колишня вул. Щербакова), 36а.
З огляду на зростання популярності і збільшення кількості учнів, були відкриті нові кампуси школи на Печерську (2011) (Київ) по вул. Драгомирова, 1 та у Дніпрі по вул. Володимира Антоновича (колишня вул. Свердлова), 39-а.
11 червня 2014 була акредитована міжнародна освітня програма початкової освіти «Primary Years Programme» власником та розробником цієї програми  — некомерційним освітнім фондом «International Baccalaureate®».
7 квітня 2015 була акредитована міжнародна освітня програма повної середньої освіти «Diploma Programme» цієї ж установи.
1 вересня 2017 міжнародна освітня програма початкової освіти «Primary Years Programme» була акредитована і у кампусі школи по вул. Василя Данилевича. З 2020 акредитація «Primary Years Programme» не підтримується, хоча, у 2019-2020 навчальному році заняття за цією програмою ще проводилися у кампусі по вул. Щербаківського.

## Структура школи

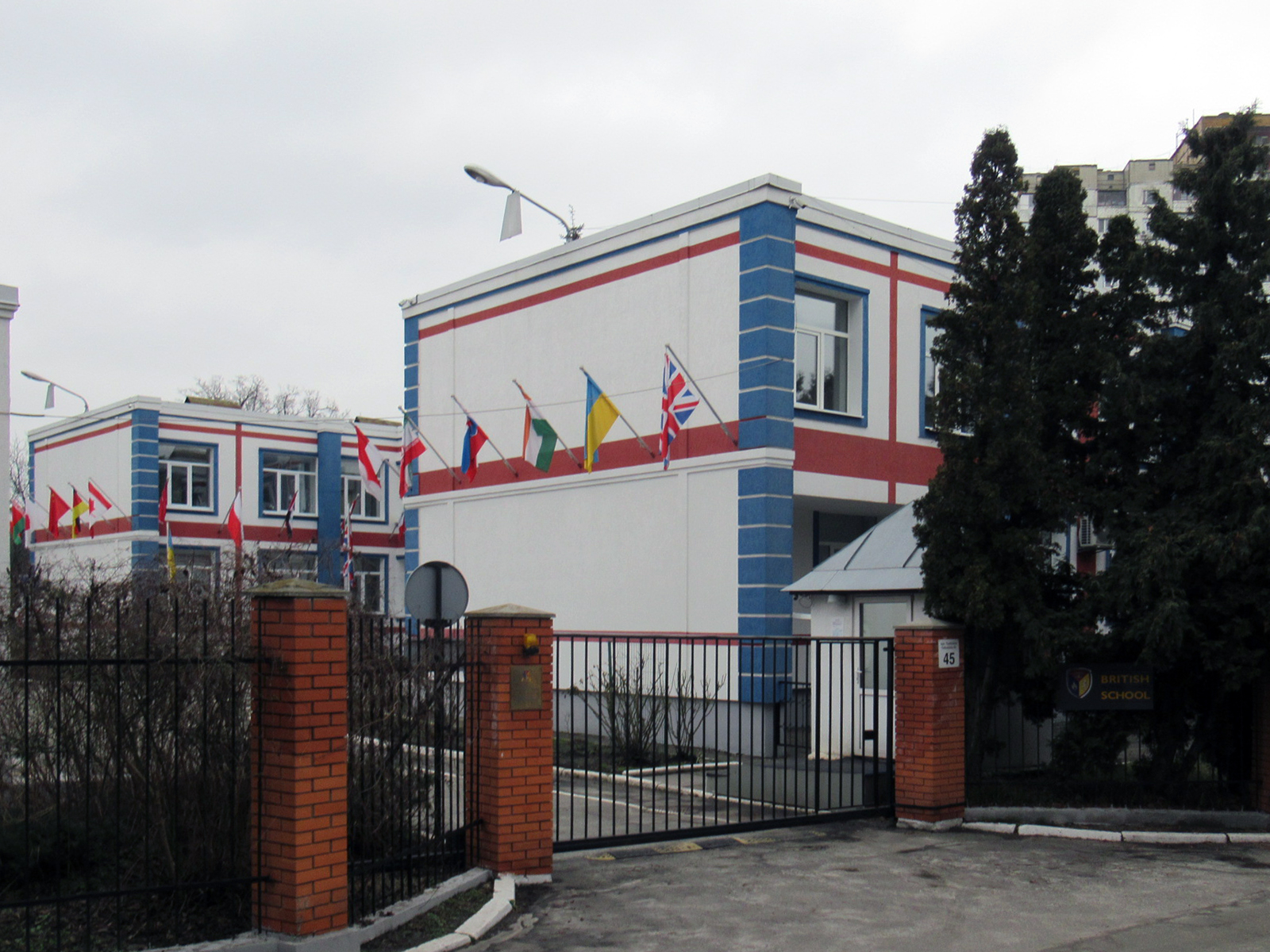
Київський кампус середньої школи на Нивках

Британська міжнародна школа в Україні має 4 кампуси:
- Київський кампус початкової школи на Нивках (вул. Даниїла Щербаківського, 36а) — від дитячих ясел до 4-го року початкової школи включно;
- Київський кампус середньої школи на Нивках (вул. Василя Данилевича, 45) — від 4-го року початкової школи до 11-го року навчання середньої школи включно;
- Київський кампус на Печерську (вул. Драгомирова, 1) — від дитячих ясел до випускного класу середньої школи включно;
- Кампус у Дніпрі (вул. Антоновича, 39-а) — від дитячих ясел до випускного класу середньої школи включно.

Структурно школа та її навчальні програми поділяють на:
- дошкільний навчальний заклад (англ. Early Years);
- початкову школу (англ. Primary School);
- середню школу (англ. Secondary School).

| Вид школи | Ранні роки | Ранні роки | Початкова школа | Початкова школа | Початкова школа | Початкова школа | Початкова школа | Початкова школа | Середня школа | Середня школа | Середня школа | Середня школа | Середня школа | Середня школа | Середня школа |
| Вид школи | Ясла       | Садок      | Початкова школа | Початкова школа | Початкова школа | Початкова школа | Початкова школа | Початкова школа | Середня школа | Середня школа | Середня школа | Середня школа | Середня школа | Середня школа | Середня школа |
| --- | ---------- | ---------- | --------------- | --------------- | --------------- | --------------- | --------------- | --------------- | ------------- | ------------- | ------------- | ------------- | ------------- | ------------- | ------------- |
| Вік школярів | 3          | 4          | 5               | 6               | 7               | 8               | 9               | 10              | 11            | 12            | 13            | 14            | 15            | 16            | 17            |
| Рік навчання (класи) | N          | R          | Y1              | Y2              | Y3              | Y4              | Y5              | Y6              | Y7            | Y8            | Y9            | Y10           | Y11           | Y12           | Y13           |
| Ключові стадії | EYFS       | EYFS       | KS1             | KS1             | KS2             | KS2             | KS2             | KS2             | KS3           | KS3           | KS3           | KS4           | KS4           | IB            | IB            |
| Свідоцтва про освіту: (англ. Certificates) |            |            |                 |                 |                 |                 |                 |                 |               |               |               |               | СЗСО          |               | АПСО          |
| Свідоцтва про освіту: (англ. Certificates) | IGCSE      | IB DP      |                 |                 |                 |                 |                 |                 |               |               |               |               |               |               |               |
| Свідоцтва про освіту: (англ. Certificates) | IGCSE      | GCE AL     |                 |                 |                 |                 |                 |                 |               |               |               |               |               |               |               |
| Примітки: Y1, Y2, Y3,... — рік навчання (класи — 1-ий, 2-ий, 3-ій,... за Британською освітньою системою) EYFS — Early Years Foundation Stage (укр. Основоположний етап ранніх років) KS1, KS2, KS3, KS4 — Key Stage (укр. ключові етапи) СЗСО — свідоцтво про загальну середню освіту державного зразка АПСО — атестат про повну середню освіту державного зразка IB — IB Diploma Programme (укр. Програма для здобуття диплома міжнародного бакалаврату IB DP — IB Diploma (укр. Диплом міжнародного бакалаврату GCE AL — The General Certificate of Education Advanced Level (укр. Загальний сертифікат про освіту вищого рівня); (лише у кампусі м. Дніпро) |            |            |                 |                 |                 |                 |                 |                 |               |               |               |               |               |               |               |

## Навчальні програми
Від початку створення першого кампусу на Нивках школа пропонувала національну британську програму навчання. Свідоцтва про отримані освітні рівні визнавалися у Сполученому Королівстві.
Наразі у школі впроваджена і діє Кембриджська міжнародна система оцінювання (англ. Cambridge International Examinations) та її навчальні програми, що забезпечує довіру до якості освіти та визнання отриманих дипломів і атестатів.
Учні ясельних груп та дитячого садочка навчаються за вимогами та програмами Основоположного етапу ранніх років, які є обов'язковими у Сполученому Королівстві для навчальних і виховних закладів, що надають послуги з догляду за дітьми до п'яти років. Учні початкової школи навчаються за Кембриджською програмою початкових класів (англ. Cambridge Primary), яка у школі розбита на два ключових етапи (KS1 та KS2).
Учні молодших класів середньої школи навчаються за програмою «Cambridge Secondary 1» (ключовий етап KS3) і у 9-му класі складають іспити «Cambridge Checkpoint». Успішні результати цих іспитів дозволяють продовжувати навчання для здобування міжнародного диплому Міжнародний сертифікат про загальну середнью освіту (англ. International General Certificate of Secondary Education  — «IGCSE»), який умовно є аналогом українського свідоцтва про загальну середню освіту. Для цього учні старших класів середньої школи навчаються за програмою «Cambridge Secondary 2» (ключовий етап KS3) і по її завершенні, у 11-му класі, складають іспити на здобуття міжнародного диплому «IGCSE». 
Після відкриття кампусів на Печерську школа також пропонує учням випускних класів програми міжнародного бакалаврату — «Diploma Programme». Учні випускних класів Дніпровського кампусу після навчання за програмою «Cambridge Advanced», мають можливість здобувати Загальний сертифікат про освіту вищого рівня (англ. The General Certificate of Education Advanced Level (A Level)).
Дипломи міжнародного бакалаврату про повну середню освіту (англ. The IB diploma) надають можливість здобувати вищу освіту та приймаються і визнаються більше, ніж 2 337 університетами у 90 державах світу.
Сертифікати «Cambridge IGCSE» та «Cambridge International A Level» визнаються та приймаються університетами та роботодавцями практично в усьому світі як об'єктивні свідчення про успішність. До таких країн відносяться країни Європейського Союзу, Північної Америки, Північної Африки, ПАР, Австралія та Нова Зеландія, а також, усі країни, що підписали Лісабонську конвенцію про визнання, у тому числі, і Україна, яка підписала цю конвенцію 11.04.1997, і ввела в дію з 01.06.2000.
Окрім акредитацій у міжнародних освітніх системах, школа також є акредитованою Міністерством освіти України. Крім вищезазначених міжнародних навчальних програм учням також пропонуються і національна освітня програма, опанування якої надає можливість здобути вищу освіту у національних навчальних закладах. У процесі навчання передбачається можливість поєднання і комбінування національної освітньої програми із міжнародними та зарахування отриманих за ними результатів навчання. Окрім цього, українську програму допускається проходити екстерном. Також, передбачається можливість складання іспитів зовнішнього незалежного оцінювання.
Особливістю школи є те, що у ній учні мають змогу вивчати українську як у обсязі необов'язкового курсу, так і з можливістю складання іспитів за вимогами програми «IB Diploma Programme» на рівні «UKRAINI A LIT».